# ツガルニシキ
ツガルニシキ（津軽錦）は、日本産のキンギョの一種であり、近年復活をしたキンギョである。

## 概要
青森県の地金魚であり、ねぶた祭りに描かれているキンギョは当種である。特徴としては、背ビレを欠き、尾ビレが長い、褪色が遅い、体長は細長く、腹ビレが黄金色に輝く、といった点がある。肉瘤が出ない品種である。

## 歴史
江戸時代中期頃に津軽藩の武士が飼育を任されていた書物が残されており、作出の経緯等は不明である。一説によるとランチュウの先祖にあたるマルコ（丸子）とワトウナイの交配を唱える者がいるが、定かではない。実際、絶滅時に対象のキンギョが見付からず、関係者が苦労した事が、保存会の書物に記載されている。

## 名前の由来
名前の由来は、1927年（昭和2年）に弘前博覧会で展示され、観賞した秩父宮雍仁親王により、命名された。東北地方の寒さに耐える丈夫なキンギョであり、津軽の誇り、の意味が込められている。
地金魚としての当種は命名までは、殿様や奉行のみに飼育が許可され、同じ東北のショウナイキンギョ（山形県）が庶民のキンギョであったのに比べ、一般的には知られていなかった。

## 絶滅から復活へ
1948年（昭和23年）、当種は絶滅種となった。この時に既に、キンランシ（金蘭子）、マルコ、オオサカランチュウといった各品種が相次いで絶滅しており、問題となった。これらにより、残ったトサキン、イズモナンキン、ジキンといった地方種が天然記念物に指定された。
復元種を作る為、アズマニシキが選ばれ、ランチュウと交配を続け、平成になった頃（1990年代）に現在のツガルニシキが復元された。当初は日本産オランダシシガシラを使用することが企図されたが、中国産に圧されて使用ができなかった事からアズマニシキが採用され、その影響でキャリコ柄の個体も散見される。

## 飼育
寒冷な気候には強いが、暑さには非常に弱いため、飼育の際には注意が必要である。現在は青森県青森市の浅虫水族館などで鑑賞可能である。

## その他
似たタイプの個体にヒロニシキ（弘錦）がいるが、同じ県内のキンギョであっても種族が異なる。宮本喜三郎が明治、大正、昭和の三世に渡り、作出された個体であるが、一代雑種の扱いを受けている。ランチュウと初代の当種を交配しており、肉瘤が出る個体であるが、二代雑種になると系統は保持できない事から純血種の扱いを受けていない。